# Eugenio Miccini
Eugenio Miccini né le 22 juin 1925 à Florence et mort le 19 juin 2007 à Florence, était un écrivain, artiste plasticien, poète italien.

## Biographie
Après avoir suivi des études de philosophie, Eugenio Miccini décroche un diplôme en pédagogie. En mai 1963, il fonde avec Lamberto Pignotti et soixante-huit amis poètes, musiciens et peintres, le Gruppo 70, qui promeut le concept de "poesia visiva". Ce mouvement d'abord nommé "poesia tecnologica", se caractérisait par "son souci de prendre en compte l’invasion de la
société par les images via les médias de masse, et d’entrer en compétition avec ces médias,
pour redonner une place à la poésie dans la société contemporaine". Issu d'un travail de "collage", les poèmes ainsi produits constituent principalement des photomontages de mots et d'images extraits de publicités et de journaux.
À partir de 1964, l'Italie découvre les travaux de Miccini et de son groupe, à travers notamment des événements qui rapprochent l'art et la technologie ou l'art et la communication. Une démarche interdisciplinaire visant à briser certains codes pour en créer de nouveaux, perturbant ainsi les règles graphiques en cours à cette époque : de par la variétés des matériaux convoqués et la multiplicité des domaines exploités, on peut parler alors d'une expérience de "poésie totale" en ce qu'elle cherche à décloisonner tous les champs du visuel. Mettant en œuvre la synesthésie et la performance, mais aussi le détournement, l'intervention dans la ville, Muccini eut un impact sensible sur la sémiotique italienne, jusque dans les années 1970.
Il dirigea une chaire de sémiotique au département Architecture de l’Université de Florence, puis enseigna l'histoire de l'art contemporain à Ravenne et Vérone.
Son travail a été montré quatre fois à la Biennale de Venise. Il a exposé au Museum of Modern Art de New York et dans des dizaines de villes du monde. En France, il a exposé principalement à Céret et Marseille.
Il a publié plus de soixante-dix livres d'artistes à tirage limité.